# Cesare Agostino Sajeva
Cesare Agostino Sajeva (Agrigento, 9 novembre 1794 – Piazza Armerina, 14 febbraio 1867) è stato un vescovo cattolico italiano.

## Biografia
Cesare Agostino Sajeva, nato ad Agrigento il 9 novembre 1794, dopo aver studiato diritto canonico e teologia morale nel Collegio dei santi Tommaso e Agostino ad Agrigento venne ordinato sacerdote nel 1817 e ottenne il dottorato in teologia nel 1845. 
Parroco per 18 anni della chiesa di san Pietro ad Agrigento, fu canonico della cattedrale e vicario generale di quella diocesi. 
Papa Gregorio XVI lo nominò vescovo di Piazza Armerina il 19 gennaio 1846. 
Il 25 maggio 1846 iniziò il suo lungo episcopato in un periodo sconvolto da rivoluzioni e guerre. Pastore di grande cultura teologica, di chiari meriti organizzativi e d'intrepido coraggio apostolico. Di tale coraggio diede prova specialmente il 13 aprile 1849 muovendo incontro alle truppe borboniche comandate dal generale Zolla, che da Mirabella Imbaccari era in marcia verso Castrogiovanni. Il vescovo Sajeva lo supplicò di risparmiare la città di Piazza dalla rappresaglia militare. Nel 1859 inaugurò il Seminario diocesano negli attuali locali del Convento di San Domenico, opportunamente restaurato e ingrandito. 
Negli anni successivi attirò subito le antipatie dei patrioti liberal-massoni per il suo attaccamento alla Casa Borbonica, che non gli consentì di assumere un atteggiamento gattopardesco. Dopo la morte di Cavour, morto dopo aver ricevuto i sacramenti, il vescovo non volle presiedere le solenni onoranze funebri, perché richieste da alcuni cittadini e non dal Real Governo, ma non si oppose alla celebrazione dei funerali in cattedrale, che furono celebrati con l'intervento del Capitolo della cattedrale, della Collegiata, del clero secolare e regolare e del popolo con l'orazione funebre tenuta da un sacerdote autorizzato dal vescovo. Mostrò determinazione nella perquisizione domiciliare che subì da parte di alcuni liberali nel rifiutare di consegnare il manoscritto dell'omelia tenuta in cattedrale il 29 giugno 1861, nella quale aveva disapprovato la politica anticlericale del governo. 
Dai documenti dell'Archivio storico diocesano risulta che firmò l'ultimo documento il 18 gennaio 1867. Dal 22 gennaio all'11 febbraio 1867 i documenti ufficiali vengono firmati dal vicario generale Carmelo Giunta, mentre dal 20 febbraio dello stesso anno i documenti vengono firmati dal vicario capitolare Benedetto Maria Trigona della Floresta eletto dal Capitolo della cattedrale dopo la morte del vescovo avvenuta il 14 febbraio 1867, come risulta dal registro dei morti dell'Archivio della Cattedrale, dove dopo i solenni funerali fu sepolto al lato destro dell'altare della Madonna Annunziata.

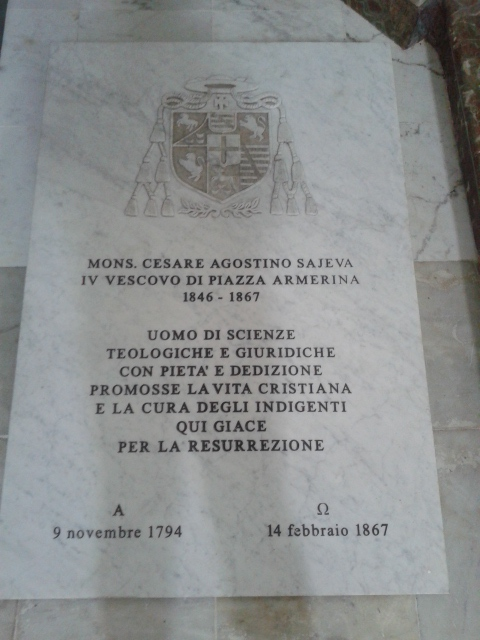
La tomba di S.E. Mons. Cesare Agostino Sajeva, nella cattedrale di Piazza Amerina.

Ecco l'atto di morte nell'archivio della cattedrale di Piazza Armerina:
“Die decimaquarta Februaj 1867
Ill.mus Rev.mus Cesar Agostinus Sajeva Episcopus Platiensis Armerine annorum septuaginta trium circiter migravit ex hoc seculo receptis antea omnibus Ecclesie sacramentis reddit amimam suam summo Deo. Cadaver vero suum associatum fuit a Rev.mo Capitulo Ecclesiae Cathedralis et Collegiate et universo clero luctum fuit per totam civitatem postea peractis ceremonialis funeribus magna pompa et decore fuit humatum in sacello Beatae Maria Virginis Annuntiationis in angulo evangelii jacet…..”
Dal registro dei morti 1967 pp. 177–178, Archivio della Basilica Cattedrale di Piazza Armerina
Traduzione:
Il giorno quattordici di febbraio 1867 l'Ill.mo e Rev.mo Cesare Agostino Sajeva Vescovo di Piazza Armerina a circa settantatré anni migrò da questo mondo, dopo aver ricevuto tutti sacramenti della Chiesa rese l'anima al sommo Dio. La sua salma fu accompagnata (con “l'associo”) dal Rev.mo Capitolo della Chiesa Cattedrale e della Collegiata, vi fu lutto per tutta la città, dopo che furono celebrate le cerimonie funebri con grande pompa e decoro fu seppellito nell'altare della Beata Vergine dell'Annunciazione e giace nel lato del vangelo"
Il luogo della sua sepoltura, che non è mai stato reso noto per paura che i garibaldini, suoi accesi oppositori, lo cremassero, è stato rivelato dal vescovo Michele Pennisi il 13 marzo 2011.